# 카우노스
카우노스(카리아어: Kbid;
리키아어: Khbide; 고대 그리스어: Καῦνος; 라틴어: Caunus)는 고대 카리아, 아나톨리아의 도시였다. 현재 튀르키예 물라주 달얀의 서쪽 수km 떨어져 위치한다. 카우노스는 밀레토스와 키아네의 아들 카우노스에 의해 카리아의 남쪽 로도스의 건너편 해안에 창건되었다.
카우노스는 타르벨로스산 기슭의 로도스 해안이라는 페래아로 알려진 로도스의 관할 내에 있었다.

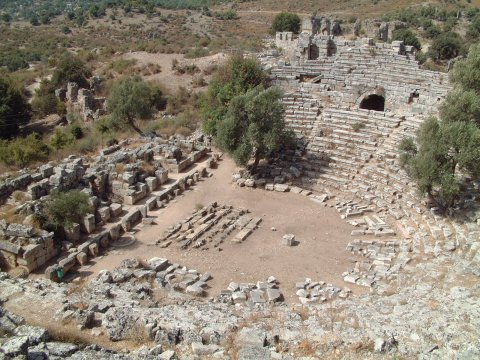
카우노스의 극장
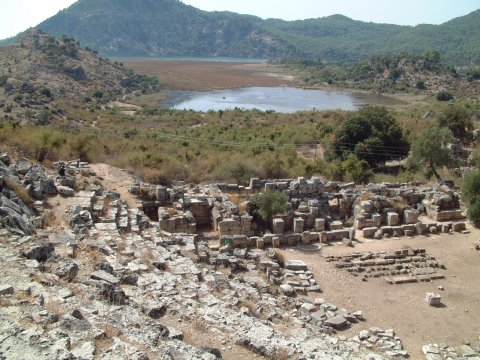
카우노스의 고대 항구 건너의 극장
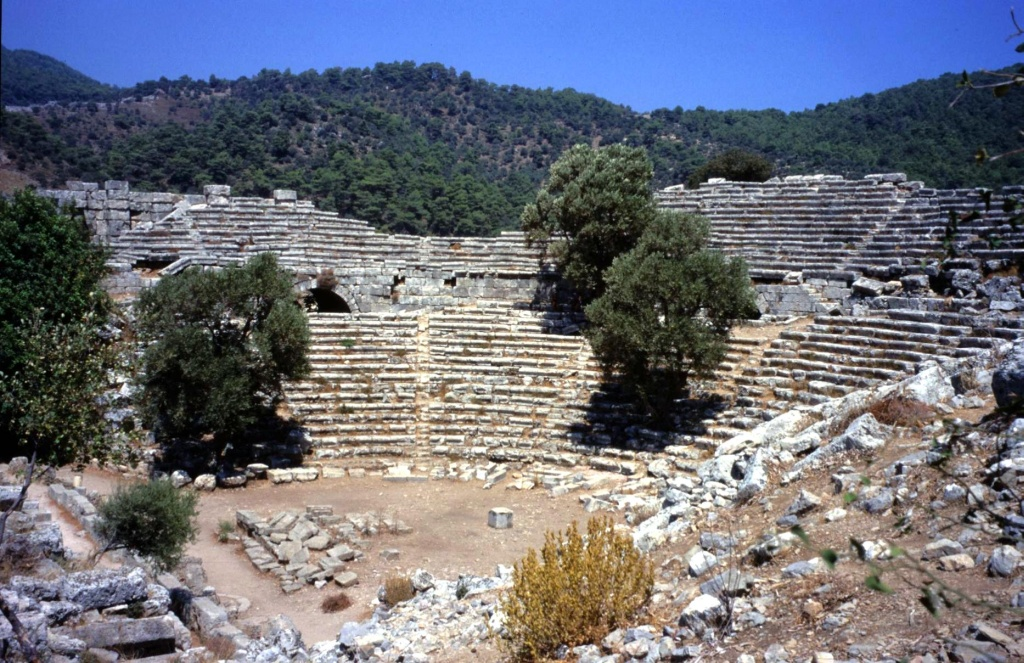
튀르키예 달얀의 극장